# Schmidtiana malayana
Schmidtiana malayana är en skalbaggsart som först beskrevs av Cenek Podany 1968.  Schmidtiana malayana ingår i släktet Schmidtiana och familjen långhorningar. Inga underarter finns listade i Catalogue of Life.